# Pattie Ruffner Jacobs
Pattie Ruffner Jacobs (a veces escrito como Patti o Patty) (2 de octubre de 1875-22 de diciembre de 1935) fue una sufragista estadounidense de Birmingham, Alabama. Fue incluida en el Salón de la Fama de las mujeres de Alabama en 1978.

## Biografía
Nació como Pattie Ruffner el 2 de octubre de 1875 en Virginia Occidental. Fue educada en Ward's Seminary en Nashville, Tennessee, pero no pudo continuar sus estudios durante la crisis económica de la década de 1890. El matrimonio de sus padres se disolvió durante ese período, y se mudó con su madre a Birmingham para quedarse con la familia de una hermana mayor.
Se casó con el empresario de Birmingham Solon Jacobs y aprovechó sus medios para viajar e inscribirse en clases de canto en la ciudad de Nueva York. Con el tiempo, se volvió más políticamente activa en el torbellino del progresismo que estaba remodelando Birmingham como una ciudad industrial del Nuevo Sur. Se unió a la lucha contra la explotación infantil, el arrendamiento de convictos y la prostitución, que eran endémicos en el distrito de Birmingham. Fue miembro activo del Ejército de Salvación y de la Asociación Antituberculosis del Condado de Jefferson. Su creciente posición nacional la llevó a participar en la campaña para la venta de bonos de la libertad durante la Primera Guerra Mundial.
Fue después de varios esfuerzos fallidos para mejorar las escuelas públicas que concluyó que el sufragio femenino era necesario para lograr reformas sociales a través del proceso político. Fundó la Asociación de Igualdad de Sufragio de Birmingham en 1910, seguida por la Asociación de Igualdad de Sufragio de Alabama (AISA) un año después. En 1913, habló en nombre de las mujeres sufragistas del Sur en la Convención Anual de la Asociación Nacional pro Sufragio de la Mujer en Washington D. C..
Al hablar ante la Cámara de Representantes de los Estados Unidos en 1915, invocó el legado de las mujeres blancas que habían demostrado su «dignidad y confiabilidad» a través de su lealtad al Sur «hace 50 años», aludiendo a la lealtad continua de las mujeres blancas a los Estados Confederados en 1865, año del fin de la Guerra de Secesión y de la abolición de la esclavitud. Argumentó a sus compañeros demócratas en la audiencia que «en mi propio estado de Alabama hay 142 000 mujeres blancas más que negras, de modo que si el deseo de la gente del sur es mantener la supremacía blanca, según el presidente del Tribunal Supremo Walter Clark de Carolina del Norte, las mujeres blancas de estos estados deben al menos ser elevadas al mismo plano político que los hombres negros».
Jacobs y sus colegas casi lograron poner un referéndum de sufragio en todo el estado en la boleta electoral en 1915, pero los opositores infundieron temores de que dar el voto a las mujeres aumentaría el poder político de los afroaestadounidenses. La AISA orientó entonces sus esfuerzos hacia la promoción de una reforma del sufragio nacional.
Jacobs fue elegida funcionaria de la Asociación Nacional de Igualdad de Sufragio en 1915. Después de la aprobación de la Decimonovena Enmienda, Jacobs lideró la transición de sus organizaciones locales a ligas de mujeres votantes. También se convirtió en secretaria nacional de la Liga de Mujeres Votantes.
Jacobs también dirigió los esfuerzos hacia otras leyes socialmente progresistas, como un intento fallido de establecer una jornada laboral de ocho horas. Los presidentes Herbert Hoover y Franklin D. Roosevelt reconocieron su liderazgo con nombramientos en varias comisiones, como la Junta Asesora del Consumidor de la National Recovery Administration y como portavoz de la Autoridad del Valle del Tennessee. En 1933 fue la primera mujer nombrada para el Comité Nacional Demócrata de Alabama, cargo que ocupó hasta su muerte dos años después.
Murió el 22 de diciembre de 1935, y está enterrada en el Cementerio Elmwood de Birmingham.

## Lectura adicional
- Wheeler, Marjorie Spruill (1993). New Women of the New South: The Leaders of the Woman Suffrage Movement in the Southern States. Oxford University Press. ISBN 0-19-508245-1.
- Goodrich, Gillian (Enero de 1978). «Romance and Reality: The Birmingham Suffragists 1892-1920». Journal of Birmingham Historical Society (5): 4-21.
- Thomas, Mary Martha, ed. (1995). Stepping Out of the Shadows: Alabama Women, 1819–1990. Tuscaloosa: University of Alabama Press. ISBN 0-8173-0756-7.
- Dalyrymple, Dolly (30 de abril de 1930). «Mrs. Solon Jacobs Will Represent Alabama at Suffrage Annual Anniversary». The Birmingham News.
- «Funeral Is Held for Mrs. Jacobs». The Birmingham Post. 24 de diciembre de 1935.
- «Suffragists Urged to Worry Congress: 335 Delegates to Washington Convention Settling Down to Real Business». The New York Times. 2 de diciembre de 1913.
- Gallitz, Shenandoah (2005). Bossie O'Brien Hundley and the Alabama Equal Suffrage Association's Campaign for Women's Suffrage, 1914-1915.
- James, Edward T., ed. (1971). Notable American Women, 1607–1950 A Biographical Dictionary. Cambridge, Massachussets: Belknap Press of Harvard University Press. ISBN 9781849722711. OCLC 857590518.
- Johnson, Joan Marie. «Pattie Ruffner Jacobs». American National Biography Online (en inglés). Consultado el 5 de abril de 2022.